# Fie Udby Erichsen
Fie Udby Erichsen (nacida Fie Graugaard, Hobro, 23 de abril de 1985) es una deportista danesa que compitió en remo.
Participó en tres Juegos Olímpicos de Verano, obteniendo una medalla de plata en Londres 2012, en la prueba de scull individual, el noveno lugar en Río de Janeiro 2016 (scull individual) y el octavo en Tokio 2020 (dos din timonel). Ganó una medalla de bronce en el Campeonato Mundial de Remo de 2008, en la prueba de cuatro sin timonel.

## Palmarés internacional
| Juegos Olímpicos   | Juegos Olímpicos      | Juegos Olímpicos  | Juegos Olímpicos   |
| Año                | Lugar                 | Medalla           | Prueba             |
| ------------------ | --------------------- | ----------------- | ------------------ |
| 2012               | Londres (Reino Unido) | Medalla de plata  | Scull individual   |
| Campeonato Mundial |                       |                   |                    |
| Año                | Lugar                 | Medalla           | Prueba             |
| 2008               | Ottensheim (Austria)  | Medalla de bronce | Cuatro sin timonel |